# Peggy Büchse
Peggy Büchse (Rostock, 9 settembre 1972) è un'ex nuotatrice tedesca, specializzata nel nuoto di fondo.

## Carriera
Ha vinto il titolo mondiale nei 5 km e 10 km di fondo sia ai campionati mondiali di nuoto che a quelli di nuoto di fondo.

## Palmarès
- Mondiali

Perth 1998: argento nei 25 km e bronzo nei 5 km.
Fukuoka 2001: oro nei 10 km e argento nei 5 km.
- Europei

Vienna 1995: oro nei 25 km e bronzo nei 5 km.
Siviglia 1997: oro nei 5 km.
Istanbul 1999: oro nei 5 km.
Helsinki 2000: oro nei 5 km e nei 25 km.